# Sretenskij rajon
Il Sretenskij rajon (in russo Сретенский район?) è un municipal'nyj rajon del Territorio della Transbajkalia, nell'Estremo Oriente russo, istituito il 26 gennaio 1926. Ricopre una superficie di 15 739,45 chilometri quadrati e ha una popolazione di 18 527 abitanti. Il centro amministrativo è la città di Sretensk. Il rajon è suddiviso in due insediamenti di tipo urbano, una città e 11 comuni rurali. Il territorio è attraversato dalla valle del fiume Šilka.